# بایش کمپ
بایش کمپ یکی از ناحیه‌های استان تاراگنا در بخش خودمختار کاتالونیای اسپانیا است.
شهرهای مهم آن رئوس، کمبریلز، مونت رویگ دل کمپ، ریودومز و سلوا دل کمپ هستند.